# Kylee Cochran
Kylee Cochran (født 27. december, 1974 i Brigham City, Utah, USA) er en amerikansk skuespillerinde. 
Den 20. maj 2001 blev hun gift med skuespilleren Seth Peterson, med hvilken hun har datteren Fenix Isabella (f. 17. juli 2005). Cochran mødte Seth Peterson under optagelserne til et afsnit af tv-serien Providence, hvor hun optrådte som gæstemedvirkende. 

## Medvirkende i serier
- 7th Heaven som Janet
- Crossing Jordan som Cynthia Montgomery
- ER som Terri
- House som ung mor
- Pacific Blue som gæstemedvirkende
- Providence som Cindy
- Undressed som Natasha i episode: 409, 410, 411, 412
- USA High som smuk pige

## Film
- The Paper Brigade (1997) som Allison Robbins
- The Crow: Salvation (2000) som Tracy